# Bräkentorp
Bräkentorp är ett naturreservat i Ljungby kommun i Kronobergs län.
Reservatet är skyddat sedan 1969 och omfattar 11 hektar. Området ingår i ett åssystem, som följer Prästebodaåns dalgång norrut. Det utgår från Bräkentorpasjön i söder och består av tre delar. De två södra bildar Vekaudden ut i Bräkentorpasjön. Den norra delen av reservatet omfattar endast åsryggen.